# Ewa Rogowska-Cybulska
Ewa Rogowska-Cybulska (ur. 21 maja 1962 w Gdańsku, zm. 27 stycznia 2019) – polska językoznawczyni, prof. dr hab.

## Życiorys
11 maja 1995 r. uzyskała doktorat za pracę pt. Kaszubskie nazwy roślin uprawnych, a 9 czerwca 2005 r. stopień doktora habilitowanego na podstawie rozprawy zatytułowanej Gwarowy obraz roślin w świetle aktywności nominacyjnej ich nazw (na przykładzie gwary wsi Wagi w powiecie łomżyńskim). 5 czerwca 2014 r. została zatrudniona na stanowisku profesora zwyczajnego w Instytucie Filologii Polskiej na Wydziale Filologicznym Uniwersytetu Gdańskiego. Pełniła funkcję członka zarządu Towarzystwa Miłośników Języka Polskiego.
Była kierownikiem opublikowanej 31 grudnia 1998 r. Monografii językowej łomżyńskiego oraz recenzentem trzech prac habilitacyjnych, dwóch prac doktorskich i promotorem kolejnych 4 prac doktorskich. W 2002 roku otrzymała Medal Komisji Edukacji Narodowej, a w 2008 roku przyznano jej srebrny Medal za Długoletnią Służbę.
Została pochowana na cmentarzu parafialnym w Przytułach.

## Wybrane publikacje
- 2006: Aktywność słowotwórcza nazw roślin w języku górnołużyckim na tle ich aktywności w polszczyźnie i kaszubszczyźnie[3]
- 2006: Nazwy roślin motywowane nazwami ludzi w „Słowniku gwar kaszubskich” Bernarda Sychty[3]
- 2009: Kole jedzeniô. O kaszëbsczim jinformacjowim obstroju zrzeszonym z wërôbianim i konsumpcją jôdnëch wërobów[3]
- 2009: O kreowaniu parafraz słowotwórczych w tekstach reklam (w kontekście uwag o słowotwórstwie języków niestandardowych)[3]
- 2019: Powtarzali za-łom-za-łom-za-łom i tak powstała Łomza… O etymologiach nienaukowych nazw miejscowości powiatu łomżyńskiego[6]